# 巨乳エルフ母娘催眠
『巨乳エルフ母娘催眠 「はい……人間様のオチ○ポを母娘でしゃぶらせていただきます……」』（きょにゅうエルフおやこさいみん）とは、ルネソフトから2018年12月21日に発売されたアダルトゲームである。

## あらすじ
代々女性のハイエルフが統べる「アグラリエル王国」には、子どもができるようになった年齢を迎えると「生命の祠」で儀式を行うというおきてがあった一方、他の種族における交尾は汚らわしいものとして扱われてきた。
その王国で生まれたイングウィルは耳が短いということでのけ者にされてきたが、ある日現れた魔女ディネリンドから自身が人間であることを告げられる。そして、ディネリンドから催眠術を習得した彼は王国の者たちに術をかける。その結果、ハイエルフたちが本来持っていた性欲が暴走する。

## 登場人物
イングウィル
本作の主人公。
アルミア＝アグラリエル
声：高梨はなみ
アグラリエル王国の姫。現女王エフィルディスの一人娘でもあり、母の跡継ぎという立ち位置から、自分にも他人にも厳しくしてしまう。
エフィルディス＝アグラリエル　
声：長原杏子
アグラリエル王国の女王で、王国の発展、ひいてはハイエルフとダークエルフの争いを終結させた実績を持つ。
ナルルース＝ルィンヘン
声：手塚りょうこ
女王の守護騎士を務めるダークエルフ
ディネリンド
声：野々村紗夜
魔女を名乗る謎の女性で、イングウィルの素性を教えた。

## 反響
『BugBug』2019年3月号に本作のレビューが掲載されている。レビュアーのりとるぼーいは、「最底辺の身分からの「俺TUEEE」な下剋上ストーリー」が爽快で、序盤からすんなりと物語世界に入り込むことができたと述べている。ヒロインたちを支配下においてからのエロ展開もまた、ご奉仕ハーレムから調教展開までディープなものが揃っていたといい、実用性に優れた一作であると評している。
ルネの広報担当者・ルネマンは、自社の傾向としてヒロインとして受け入れらるキャラクターの年齢が上がっていると2024年に『BugBug』に掲載された座談会の中で語っており、その傾向が最も顕著な例として本作を挙げている。

## OVA
OVA版はばにぃうぉ～か～より発売された。
- ＃1 エルフの国を蹂躙する男。汚された女王と姫　2022年1月28日発売[4]
- ＃2 女王と姫の快楽調教。守護騎士は恥辱に沈む　2022年1月28日発売[5]